# 古戈爾
古戈爾（又譯估勾儿、古高爾）指自然数10100，用電子計算器顯示是1e100，即数字1後挂100个0。这个单词是在1938年美国数学家爱德华·卡斯纳（Edward Kasner）九岁的侄子米尔顿·西罗蒂（Milton Sirotta）所创造出来的。卡斯纳在他的《数学与想象》（Mathematics and the Imagination）一书中写下了这一概念。
古戈尔是个很大的自然数，它是一个有200个质因子的合数，这些质因子分别是100个2和100个5，它的数量级和70的阶乘（70!）相同。因 {\displaystyle 10^{100}=2^{\frac {100}{\mathrm {log} _{10}2}}\approx 2^{332.19}}，在二进制裡，它占据333个位元（约合42字节）大小。
古戈尔对数学没有什么特别的意义或是有什么特别的应用。卡斯纳创造这个词是为了勾画出一个不可想象的大數和无穷大之间的区别，它唯一的用途是有时被用于数学教学上。

## 写法和读法
古戈尔通常方法可以如下寫法：
1 古戈尔 = 1 googol = 10100 = 10,000,000,000,000,000,000,000,000,000,000,000,000,000,000,000,000,000,000,000,000,000,000,000,000,000,000,000,000,000,000,000,000,000

## 數學性質
- 過剩數，其不包括自己本身的正因數和為14,999,999,999,999,999,999,999,999,999,990,139,238,684,737,352,432,353,392,933,965,172,129,084,285,735,837,098,325,670,765,015,096,531[註 2]≒1.5 × 10100，包含自己本身共有10,201個正因數。
  - 半完全數。由於所有半完全數的倍數都是半完全數[1]，而100、1000都是半完全數[2]，因此10050即10100也為半完全數，其中100為本原半完全數20的倍數[3]。
- 十进制的節儉數。10100是一個101位數，但其質因數分解{\displaystyle 2^{100}\times 5^{100}}含指數的位數總和只有8。

## 古戈爾普勒克斯
古戈尔普勒克斯（googolplex）是1後有1古戈爾个0的数,或是10的古戈爾次方:{\displaystyle 10^{\mbox{googol}}=10^{10^{100}}}。
另外還有古戈爾雙普勒克斯（googolduplex），也就是10的古戈爾普勒克斯次方，古戈爾三普勒克斯（googoltriplex，10的古戈爾雙普勒克斯次方）等等。

## 應用
隨著超級電腦的發明，古戈爾級的計算已變得可能。
一般的科学计算器最高指数均为99，普遍能最大显示9.999999999 99或9.999999999e99，表示9.999999999 × 1099，与古高尔相差1090。
而一些基于二进制的浮点数计算器可以計算的最大值為21024（雙精度浮點數的上限值，如Google線上計算器），已经远远大于古戈尔了（這個數值比古戈爾的立方還大一點點，約為10308）。

## 其他
googol是一个比已知宇宙裡所有原子总和还大的数，宇宙粒子大约估计有1072到1087个。因为googolplex是googol的指数，所以写下或存储一个googolplex的十进制数是不可能的，甚至是已知宇宙裡的所有材料都加工成纸和墨或是磁盘也不行。
考慮下列問題「七十個人排隊進場欣賞演唱會，會有多少種排列方法呢？」，其值可以視為古戈爾的數量級，約為1.19785717 × 10100，較準確的數值是七十階乘（70!）。
據互聯網搜索引擎谷歌（Google）公佈的資料稱，Google在Googol這個詞上作微小的改變是借以反映Google公司的使命，意在組織網上無邊無際的信息資源。
一個小古戈爾代表 2100 ≈1.267x1030 ，而一個小古戈爾普勒克斯代表 {\displaystyle 2^{2^{100}}\approx 10^{3.8\times 10^{29}}}